# Crișul Negru
El Crişul Negru - (hongarès) Fekete-Körös - és un riu de l'oest de Romania (Transsilvània) i sud-est d'Hongria (comtat de Békés). Neix a les muntanyes Apuseni, a Romania. Discorre a través de les ciutats de Ştei i Beiuş a Romania. S'uneix al riu Crișul Alb a pocs quilòmetres de la ciutat de Gyula per formar el riu Criș.

## Afluents
Els rius següents són afluents del riu Crișul Negru:
- Esquerra: Criștior, Pârâul Țarinii, Briheni, Valea Mare (Cusuiuș), Tărcăița, Finiș, Căldărești, Șerpoasa, Valea Mare (Șuncuiș), Arman, Hălgaș, Fieghiu, Poclușa, Crișul Mic, Rătășel, Beliu, Răchest, Teuz

- Dreta: Crișul Nou, Crișul Băița, Valea Neagră, Crăiasa, Crișul Pietros, Talpe, Mizieș, Nimăiești, Ioaniș, Valea Roșie, Prisaca, Săliște, Holod, Pusta, Saraz, Valea Nouă